# Majorité silencieuse
La majorité silencieuse est un lieu commun de la rhétorique politique, produit en réponse à une revendication ou une opinion qui s'exprime publiquement.

## Signification de l'expression
L'expression a pour but de délégitimer la parole de groupes renvoyés à leur condition supposée de minorité : leaders contestataires, élites urbaines. Elle présuppose que ces élites ou ces groupes ne sont pas représentatifs du « pays réel ».
C'est un procédé rhétorique appelé enthymème qui peut se développer ainsi :
1. Notre régime politique prend ses décisions sur la base de la majorité des voix.
2. Ceux qui se sont exprimés, pour nombreux qu'ils soient, ne sont pas la majorité.
3. Ceux qui n'ont dit mot consentent à l'état actuel des choses.

- Donc ceux qui s'expriment n'auront pas gain de cause.

Les deux premiers points sont notoires et peuvent s'omettre ; le troisième est, au moment où on parle, seulement probable, possible, ou souhaité par l'orateur.
L'expression oppose actuellement implicitement, et parfois explicitement, la « majorité silencieuse » aux « minorités agissantes ». Ainsi un groupe de pression ayant recueilli plusieurs milliers de signatures pour une pétition ou réuni autant de manifestants peut-il réussir à faire oublier qu'il ne représente que lui-même et que la majorité dans le groupe ou dans le pays est d'un avis tout à fait opposé. Elle peut introduire un appel à ceux qui ne se sont pas exprimés, qui ne savent pas, qui ne veulent pas ou ne peuvent pas se faire entendre et risquent de pâtir de leur silence.
Elle peut jouer aussi, particulièrement quand la revendication qui s'exprime émane de jeunes, sur le double sens de « majorité », le plus grand nombre, mais aussi l'accession à l'état d'adulte responsable.
En d'autres occasions, elle a pu servir à opposer la légitimité populaire silencieuse à un parlement dont la légitimité est donc mise en cause, car on conteste son mode de désignation ou bien on le suppose soumis à des pressions. Dans ce cas, le syllogisme se développe ainsi :
1. Le parlement est un lieu destiné à l'expression des opinions par les représentants.
2. La majorité gouvernementale vote sans s'exprimer.

- Donc les parlementaires gouvernementaux ne sont pas de véritables parlementaires.

## Usage de l'expression dans l'histoire
L'expression est un lieu commun de la politique depuis que des élections consacrent l'idée que le pouvoir dépend de l'opinion de la majorité et qu'il existe des oppositions fortement exprimées, c'est-à-dire, à peu près depuis la Restauration, bien qu'il ait été appliqué rétrospectivement à la Révolution française.

### Majorité (parlementaire) silencieuse
« Léon de Maleville (1803-1858) (…) vint siéger à la Chambre des députés dont il était le plus jeune membre (1834) (…) il s'écriait un jour en présence de la majorité silencieuse « Ne connaissons-nous pas le tarif des consciences que vous vous êtes attachées ? » , etc. »

— Vapereau, Dictionnaire universel des contemporains, Hachette, 1865 (lire en ligne), p. 1199.
Dans ce cas, l'opposition reproche à la majorité des parlementaires, dont la fonction est de s'exprimer, son silence et son approbation inconditionnelle des décisions gouvernementales. On en trouve encore de nombreux exemples pendant le Second Empire.
Cependant, cette expression n'a pas un toujours un sens négatif : « En bannissant les discours écrits, nous créerons dans nos assemblées ce qui leur a toujours manqué, cette majorité silencieuse qui, disciplinée pour ainsi dire, par la supériorité des hommes de talent, est réduite à les écouter faute de pouvoir parler à leur place », écrit Benjamin Constant après les agitations oratoires de la Révolution française. Dans ce cas, la valorisation du silence opposé au bavardage aboutit à une notion du Parlement discipliné, comme la République de Platon, par la compétence philosophique, plus qu'à un lieu de représentation et de conciliation des opinions.

### Majorité (populaire) silencieuse
À partir de la Troisième République, l'expression « majorité silencieuse » n'a plus guère cours en France que pour exprimer l'opinion que la majorité du pays est favorable aux idées d'ordre, de sécurité, de propriété privée, contre les diverses remises en cause : « une minorité active usurpe sur l'opinion de la majorité silencieuse », lit-on dans le Gil Blas début 1888.
L'expression a été employée par les gaullistes et leurs alliés politiques après mai 68. Alors député du Puy-de-Dôme, Valéry Giscard d’Estaing en esquisse l'idée le 19 mai 1968 : « Jusqu'ici, le plus grand nombre des Français épris d'ordre, de liberté et de progrès, et qui n'accepte ni l'arbitraire, ni l'anarchie est resté silencieux. S'il le faut, il doit être prêt à s'exprimer ». Le 16 mai 1970, dans un discours à Murat, le premier ministre Georges Pompidou demande à la majorité silencieuse de s'exprimer : « Il faut que le gouvernement fasse son devoir, il faut aussi que le pays le soutienne, et que ce qu'on se met à appeler d'un terme à la mode la majorité silencieuse précisément ne soit pas silencieuse, et s'exprime, et sache s'exprimer et se faire entendre ».
Plusieurs politiciens ont notoirement fait usage de cette formule :
- Spiro Agnew en fait le point central de son discours du 9 mai 1969 sur la « Great Silent Majority »[10].
- Richard Nixon l'emploie le 3 novembre 1969 par lors d'un discours télévisé sur la guerre du Viêt Nam : « Aussi, ce soir —à vous, la grande majorité silencieuse de mes compatriotes américains—je demande votre soutien »[11].
- Dominique de Villepin reprend l'expression à l'Assemblée nationale lors du mouvement contre le contrat première embauche.
- le 24 mars 2009, Nicolas Sarkozy l'utilise dans son discours de Saint-Quentin.
- le 27 février 2011, Mohamed Ghanouchi l'utilise lors de son discours qui a suivi sa démission en tant que premier ministre après la chute de Ben Ali le 14 janvier 2011.
- Le 10 décembre 2011, dans une interview au Journal du Dimanche, Marine Le Pen revendique d’être la voix de la “majorité silencieuse”.
- Le 9 octobre 2016, au Zénith, Nicolas Sarkozy se présente comme le candidat de la majorité silencieuse[12].

## Utilisation de l'expression

### Utilisation positive
En cas de déficit avéré de l'expression générale, il est juste de réclamer un temps de recul pour :
- d'une part, relativiser les seules affirmations présentées ;
- d'autre part, comprendre pourquoi l'ensemble des parties concernées ne savent pas, ne peuvent pas ou ne veulent pas s'exprimer ;
- enfin, prendre les mesures pertinentes pour créer ou renouveler le caractère pluraliste, contradictoire, voire conflictuel du débat.

Voir en particulier les techniques d'expression de groupe, de dynamique de groupe, de démocratie participative.
Le sondage d'opinion vise à étayer l'argument de la majorité silencieuse en faisant état de la réponse d'un échantillon de la population à une question inspirée par une des parties.

### Utilisation fautive ou discutable
Dans les débats d'opinion, la « majorité silencieuse » peut aussi être utilisée de façon logiquement fautive :
« La majorité silencieuse veut des changements audacieux dans la fonction publique », déclare M. Kyriakos Mitsotakis, ministre grec de la Réforme administrative.
S'il est vrai que les expressions contre la réforme de l'administration et le licenciement de 15 000 fonctionnaires grecs n'ont réuni qu'une partie de la population grecque, importante par sa véhémence et par comparaison aux expressions similaires antérieures, mais petite par rapport à l'ensemble de la population, rien n'indique que les autres soient favorable à des « changements audacieux ». Il est bien plus probable que la « majorité silencieuse » soit partagée entre des personnes modérément opposées, indifférentes, favorables à des changements mesurés, etc.
En toute rigueur, l'argument de la « majorité silencieuse » ne peut s'employer que de façon négative : les manifestants disent que « le pays veut... », les responsables répondent : « vous n'êtes pas assez pour être le pays ».
Dans le cas contraire, la réponse se base exclusivement sur la conviction, partagée entre l'orateur et ses partisans, qu'il représente la majorité. Cette conviction peut aussi bien exister dans l'autre camp, et on s'oriente vers la solution par le rapport de force.
L'argument de la « majorité silencieuse » peut jouer comme une forme d'appel à la terreur, l'orateur évoquant un « complot » ourdi dans l'ombre par quelques-uns pour mystifier la « majorité des gens honnêtes ».